# Семёнов, Александр Андреевич
Александр Андреевич Семёнов (15.12.1936-16.10.2005) — советский и российский учёный в области экономики и организации с.-х. производства, член-корреспондент РАСХН (1993).

## Биография
Родился в с. Спиридоновка Курманаевского района Оренбургской области. Окончил Московскую сельскохозяйственную академию им. К. А. Тимирязева (1959).
В 1959—1962 гг. работал экономистом Ленинградского и Батайского подсобных хозяйств Северо-Кавказского военного округа.
В Кубанском СХИ (ныне ФГБОУ ВО «Кубанский государственный аграрный университет им. И. Т. Трубилина»): аспирант (1962—1965), ассистент (1965), старший преподаватель (1965—1967), доцент (1967—1970) кафедры организации с.-х. производства, проректор (1970—1974), заведующий кафедрой экономики и организации с.-х. производства для студентов из зарубежных стран (1974—1985), заведующий кафедрой экономики и внешнеэкономической деятельности (1985—2005).
Разработчик комплексных систем управления качеством продукции.
Доктор экономических наук (1981), профессор (1982), член-корреспондент РАСХН (1993).
Заслуженный деятель науки Российской Федерации (1998).
Опубликовал около 200 научных трудов, в том числе более 40 книг и брошюр.
Книги:
- Интенсификация производства и принцип материальной заинтересованности. — Краснодар: Кн. изд-во, 1967. — 84 с.
- Качество продукции и рентабельность сельскохозяйственного производства. — М.: Экономика, 1969. — 103 с.
- Научно-технический прогресс и повышение эффективности сельскохозяйственного производства. — М.: Колос, 1977. — 160 c.
- Качество продукции и эффективность сельскохозяйственного производства. — М.: Россельхозиздат, 1981. — 190 с.
- Рекомендации по стандартизации индустриальной технологии возделывания кукурузы / соавт.: Л. А. Баранова и др.; Произв. упр. сел. хоз-ва Краснодар. крайисполкома и др. — Краснодар, 1985. — 110 c.
- Экономика природопользования: учеб. пособие для студентов вузов по экон. спец. / соавт.: Л. А. Белова, Е. И. Артемова; Кубан. гос. аграр. ун-т. — Краснодар, 1997. — 125 с.
- Экономика экологии и рынок: учеб.пособие для студентов с.-х. вузов по экон. спец. / соавт.: Е. И. Артемова и др.; Кубан. гос. аграр. ун-т. — Краснодар, 2001. — 128 с.